# (29973) 1999 LP7
1999 أل بي 7 (ويعرف أيضًا باسم (29973) 1999 أل بي 7 وفق تسمية الكوكب الصغير) (بالإنجليزية: 1999 LP7)‏ هو كويكب ضمن حزام الكويكبات؛ وترتيبه 29973 من حيث الاكتشاف.
اكتُشف هذا الجُرم الفلكي بواسطة سبيس واتش في 12 يونيو 1999.

## وصلات خارجية
- (29973) 1999 LP7 في قاعدة بيانات مختبر الدفع النفاث لأجرام النظام الشمسي الصغيرة

- الاكتشاف · مخطط المدار ·  العناصر المدارية · المعلمات المادية

- (29973) 1999 LP7 على موقع ويكي سكاي: DSS2, SDSS, GALEX, IRAS, Hydrogen α, X-Ray, Astrophoto, Sky Map, Articles and images